# Alfonso Cortina de Alcocer
Alfonso Cortina de Alcocer (Madrid, 13 de març de 1944 - Toledo, 6 d'abril de 2020) va ser un empresari espanyol.

## Biografia
Va ser net d'Alberto Alcocer y Ribacoba, alcalde de Madrid; fill de Pedro Cortina Mauri, polític i ministre de Relacions Exteriors durant el govern de Carlos Arias Navarro; germà del també empresari Alberto Cortina; nebot del tinent aviador Luis Alcocer Moreno Abella, primera baixa de l'Esquadrilla Blava al Front Oriental de la Segona Guerra Mundial; i descendent del general d'aviació Luis Moreno Abella Gil de Borja, Marquès de Borja. Va ser enginyer superior industrial per l'Escola Tècnica Superior d'Enginyers Industrials de la Universitat Politècnica de Madrid i llicenciat en Economia per la Universitat Complutense de Madrid.
L'any 1968 va començar la seva carrera professional al Banc de Biscaia com a cap dels serveis tècnics del Banc de Finançament Industrial. Entre 1974 i 1982 va ser director d'administració de la immobiliària Bancaya i entre 1982 i 1984 conseller delegat d'Hispano Hipotecario, vinculat al grup Banco Hispano Americano. Durant els dos anys següents va assumir el càrrec de vicepresident de l'Hispano Hipotecario, i posteriorment, fins a 1985 va ser president de Sociedad de Tasación. Després de l'adquisició d'un important paquet accionarial per part del seu germà Alberto i del seu cosí Alberto Alcocer, va ser nomenat president de la comissió delegada de Portland Valderrivas, empresa en la qual va romandre fins a 1996. Entre abril de 1995 i juny de 1996 també va ser vicepresident i membre de la comissió delegada de GRUCYCSA. D'aquí va passar a Ferrovial, com a conseller entre 1998 i 2000.
L'any 1996, després de la victòria electoral del Partit Popular, va assumir el càrrec de president executiu del llavors grup de titularitat pública Repsol, mantenint-se en el càrrec fins a l'octubre de 2004, any en què va ser rellevat per Antoni Brufau. Després de presidir entre 2004 i 2006 la immobiliària Colonial en substitució de Ricardo Fornesa Ribó, l'any 2007 va ser nomenat màxim representant de la conmpanyia de capital de risc Texas Pacific Group (TPG) al mercat espanyol.
El 2006 va engegar el celler Vallegarcía a la Serrallada de Toledo. El projecte realment va iniciar-se l'any 1993 quan va decidir plantar vinya a la seva finca.
Ingressat a l'Hospital Verge de la Salut de Toledo el 25 de març, procedent de la seva finca de Retuerta del Bullaque, prop de Ciudad Real, a causa de la COVID-19, va morir el 6 d'abril de 2020 als setanta-sis anys.